# Joan Jordán i Moreno
Joan Jordán Moreno (Regencós, 6 de juliol de 1994) és un futbolista professional català que juga com a migcampista pel Sevilla FC. És internacional amb la selecció catalana

## Carrera esportiva
Jordán va ingressar al planter del RCD Espanyol el 2011, a 17 anys, després d'una temporada a la UE Poblera. Va debutar com a sènior amb el RCD Espanyol B la temporada 2012–13 a segona B, i a continuació va ser sovint titular.
El 21 d'agost de 2014 Jordán va signar un nou contracte per cinc anys amb el club, i fou definitivament promocionat al primer equip. Nou dies després va debutar a La Liga amb el primer equip, entrant com a suplent al lloc d'Abraham al minut 70, en una derrota per 1–2 a casa contra el Sevilla FC.
Jordán va marcar el seu primer gol a la màxima categoria el 10 de gener de 2016, en una derrota per 1 a 2 contra la SD Eibar. El 26 de juliol fou cedit al Reial Valladolid de la Segona Divisió per un any.
El 13 de juliol de 2017, Jordán va signar un contracte de tres anys amb la SD Eibar de la primera divisió.
El 27 de juny de 2019, Jordán va signar amb el Sevilla FC per uns 14 milions d'euros.

## Internacional

### Catalunya
El 25 de març de 2019 va disputar amb la selecció catalana el partit contra Veneçuela, que va acabar amb victòria catalana per 2 a 1, a Montilivi.
El 29 de maig de 2024 va disputar amb la selecció catalana el partit contra el Panamà, que va acabar en un empat a 2, a l'Estadi de la Nova Creu Alta.
El 28 de maig de 2025 va disputar amb la selecció catalana el partit contra Costa Rica, en una victòria per 2 a 0 a l'Estadi Johan Cruyff.

## Palmarès

### Títols internacionals
| Títol                   | Club       | Lloc     | Any     |
| ----------------------- | ---------- | -------- | ------- |
| Lliga Europa de la UEFA | Sevilla FC | Alemanya | 2019-20 |
| Lliga Europa de la UEFA | Sevilla FC | Hongria  | 2022-23 |